# Никола Бабић (фудбалер)
Никола Бабић— „Мика“ (Свети Јурај код Сења 5. децембра 1905. — Загреб 25. октобра 1974) по занимању ветеринар био је југословенски фудбалски репрезентативац.
Био је нападач (најчешће вођа навале), који је већ као 16-годишњак играо за ХАШК из Загреба, затим као студент у Аустрији за Рапид из Беча, а кад се вратио био је 1936. капитен ХАШК-а и касније, као центархалф или крило, играо и за Конкордију исто из Загреба.
Са братом Драгутином Бабићем „Брацом“ играо је заједно 1928. за Б репрезентацију, а такође и приликом дебитовања за А тим Краљевине СХС 8. априла 1928. против Турске (2:1) у Загребу, кад је „Брацо“ постигао један гол. Били су друга браћа после браће Зинаја (Бранко и Душан 1923) који су заједно играли у репрезентацији Југославије. Никола је одиграо још две утакмице за репрезентацију Краљевине Југославије 24. априла 1932. против Шпаније (1:2) у Овиједу играјући лево крило и 3. маја 1932. против Португалије (2:3) у Лисабону, поново на месту левог крила.